# Acta del Govern d'Irlanda de 1920

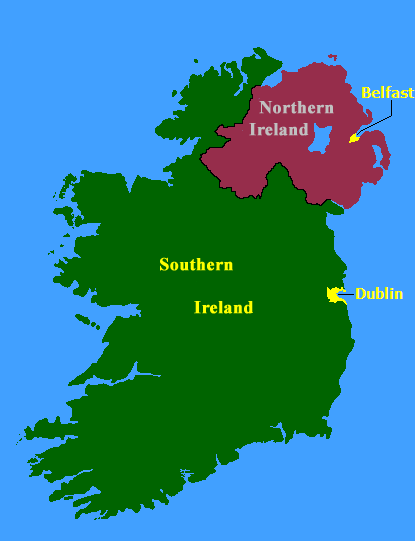
Nord i Sud Irlanda

Acta per Proveir d'un Millor Govern a Irlanda (llei), normalment anomenada Acta del Govern d'Irlanda de 1920 (aquest és el títol abreujat, la citació oficial és 10 i 11) Geo. 5 c. 67.) va ser la segona acta realitzada pel Parlament del Regne Unit per a independitzar a Irlanda. És l'acta que va particionar Irlanda i va crear Irlanda del Nord i Irlanda del Sud, i la que va portar a la creació, eventualment, de la República d'Irlanda. Va ser suprimida per l'Acord de Divendres Sant de 1998.

## Nota
1. ↑  La cita: 10 & 11 Geo. 5 c. 67.